# El doble (álbum de Chano)
El doble es el segundo álbum solista del cantante argentino de pop Chano, lanzado el 27 de septiembre de 2019 a través de Universal Music Argentina. El artista ha definido a este trabajo como "sensible" y "súper personal" en comparación con su antecesor, El otro, que era principalmente un compilado de singles y según él, "no tenía identidad" como disco. Fue producido por el propio Chano junto a Diego Lichtenstein, Germán Wiedemer y Martín Pomares, con quienes además firmó la autoría de todos los temas, sumándose la pluma de Javier Calequi en uno de ellos.

## Antecedentes
La primera canción lanzada «Yo he perdido algo», fue grabada por Chano en Exaltación de la Cruz en enero del 2019. Chano armó un estudio en su quinta en Exaltación de la Cruz, y en declaraciones a los medios, aseguró que se encontraba "grabando con un dream-team, haciendo una obra absolutamente zarpada que va a superar a cualquier disco". Dicha canción solamente fue presentada (de manera promocional) en mayo del mismo año, como cortina musical del programa de radio Lanata sin Filtro emitido por Radio Mitre y conducido por Jorge Lanata. 
El primer sencillo oficial "Sonatina en Si Sostenido" se lanzó el 3 de mayo, días previos a su presentación en vivo desde el Gran Rex el 9 de mayo con el cual también presentó 3 canciones del nuevo álbum, "Solo Un Nombre", "Melody Maker" y "El Doble".

## Producción y grabación
En entrevistas con distintos medios argentinos y de la región, Chano contó que, para la producción de este álbum, armó un estudio en su casa, a efectos de "conseguir la intimidad" que buscaba. El proceso de composición y grabación duró 2 meses. Así describió el músico la experiencia y la relación con los coproductores en dicho período:

Por primera vez en mi carrera puedo hacer un disco más íntimo, más personal. De hecho, lo hice en mi casa. Alquilé un estudio móvil para montarlo sobre el living de mi casa, alojar a mis compañeros, practicar la humildad de servirles la comida, llevarles las cosas, compartir la música, la amistad, el amor.

Cabe aclarar que, si bien Charpentier precisó que trabajó "con otro equipo", buscando "otra fórmula", los tres coproductores estuvieron involucrados previamente en su vida musical, por separado: Lichtenstein como parte de Tan Biónica, banda que los llevó al centro de la escena musical argentina en el primer lustro de la década de 2010; Wiedemer como tecladista de algunas de las canciones incluidas en su álbum anterior; y Pomares como director musical de su banda y ocasional productor.
Entre los músicos invitados para esta grabación, destacan los cantantes de la Bersuit Vergarabat, Daniel Suárez y el Cóndor Sbarbati, como parte del coro en los tracks «La bienvenida» y «Melody Maker». Asimismo, en este último participó como baterista Gabriel Pedernera de Eruca Sativa, y cabe mencionar que dicho tema fue parcialmente compuesto por Javier Calequi, músico y productor argentino que colaboró con Tan Biónica como coproductor en sus primeros registros.

## Lista de canciones
Todas las canciones escritas y compuestas por Chano Moreno Charpentier, Diego Lichtenstein, Germán Wiedemer y Martín Pomares. 
| El doble |                                                   |          |  |
| N.º      | Título                                            | Duración |  |
| 1.       | «El doble»                                        | 03:28    |  |
| 2.       | «La despedida al sol»                             | 03:29    |  |
| 3.       | «Yo he perdido algo»                              | 03:27    |  |
| 4.       | «La bienvenida»                                   | 02:46    |  |
| 5.       | «Juan del barrio San José»                        | 02:35    |  |
| 6.       | «Sonatina en Si Sostenido»                        | 02:58    |  |
| 7.       | «Día de la comadre»                               | 03:13    |  |
| 8.       | «Melody Maker» (compuesta junto a Javier Calequi) | 03:41    |  |
| 9.       | «Sólo un nombre»                                  | 03:30    |  |
| 29:07    |                                                   |          |  |